# Bladina fraterna
Bladina fraterna är en insektsart som beskrevs av Stsl 1862. Bladina fraterna ingår i släktet Bladina och familjen Nogodinidae. Inga underarter finns listade i Catalogue of Life.